# プラット・アンド・ホイットニー JT12
プラット & ホイットニー JT12, (アメリカ軍用識別符号J60) は小型のターボジェットエンジンである。プラット・アンド・ホイットニー T73 (Pratt & Whitney JFTD12)は関連するターボシャフトエンジンである。

## 設計と開発
J60の概念と計画設計は1957年7月にモントリオールのユナイテッドエアクラフト・オブ・カナダ(現在のプラット・アンド・ホイットニー・カナダ)で開始された。計画の詳細設計は1958年5月にイーストハートフォールドのP&W本社に移転され最初の試作機である軍用識別符号YJ60-P-1 の試験が実施された。
飛行試験は1959年初頭に完了し、1959年7月に新型のJT12A-5が納入された。これらは推力12.9 kN (2,900 lb st)の2機はカナディア CL-41 試作練習機に搭載された。改良された JT12A-3 ターボジェットは基本仕様が推力14.69 kN (3,300 lb st) で2機のロッキード XV-4A ハミングバード VTOL 研究機で試験が実施された。次の派生機種であるJT12A-21ではアフターバーナーが装備された派生機種で最大出力は17.91 kN (4,025 lb st)だった。

## 派生型
ジェーンズからのデータ
YJ60-P-1—試作機
J60-P-3
J60-P-4
J60-P-5
J60-P-6
T73
プラット &  JFTD12 の軍用分類であるJ60のフリー出力タービン式ターボシャフト版.
JT12A-3LH
JT12A-5(J60-P-3/-5/-6) 離陸時の推力は2,900 lbf (12.9 kN)から3,001 lbf (13.35 kN).
JT12A-6本質的に -5と類似
JT12A-7(J60-P-4) 最大推力3,300 lbf (15 kN)
JT12A-8
JT12A-21アフターバーナー仕様で推力4,024 lbf (17.9 kN)
FT12
船舶用ターボシャフト派生型
JFTD12
プラット&ホイットニーT73の社内識別符号、J60のフリー出力タービン式ターボシャフト版

## 搭載機

### 民間機 (JT12)
- ロッキード ジェットスター
- ノースアメリカン セイバーライナー

### 軍用機 (J60)
- T-2B バックアイ
- T-39 セイバーライナー
- シコルスキー XH-59/S-69
- XV-4 ハミングバード

## 仕様諸元
一般的特性
- 形式: ターボジェット
- 全長: 1930 mm (75.98インチ)
- 直径: 556 mm (21.89インチ)
- 乾燥重量: 212 kg (467.38lbs)

構成要素
- 圧縮機: 9段軸流式圧縮機
- タービン: 2段

性能
- 推力: 14.6 kN (3,282.21 lbf)
- タービン入口温度: 872 °C (1,601.6 °F)
- 出力重量比: